# 斯波持有
斯波 持有（しば もちあり）は室町時代の武将。通称は次郎。官位は左衛門佐、従五位下。

## 生涯
斯波義教（初め義重）の三男。母は甲斐教光の娘で甲斐常治は従兄弟にあたる。
義教の子である斯波義淳の異母弟、斯波義郷の同母弟にあたるが、この兄弟の中では唯一、足利将軍家の通字である「義」の字を賜っておらず、4代将軍・足利義持から下（二文字目）の「持」の字を偏諱として賜り、持輔（もちすけ、初名）、次いで持有と名乗った。
持有は足利義持の偏諱を受けていることから、正長元年（1428年）正月に義持が病死する以前（持有が16歳になる前）に元服を果たしていたとみられている。同年3月に新しい将軍に決まった足利義教（義持の弟、後に6代将軍）に兄の義郷とともに拝謁した際、進んで義教に酌を取って酒を進めたために大いに喜び（『建内記』）、6月25日に朝廷に働きかけて既に土御門嗣光が任じられている左衛門佐に持有を任命させてしまった（同）。また、和歌に優れており、『満済准后日記』には義教主催の歌会参加者として「斯波左衛門佐」の名前がしばしばみられる。
永享5年（1433年）12月、兄・義淳が死去した。義淳の嫡子・義豊は前年に没していたため、持有が継嗣と定められていた。しかし、将軍・義教は持有を「時宜以外不快、一家総領職事不可叶器用之由」として退け、相国寺の禅僧となっていた持有の次兄・瑞鳳（義郷）を還俗させて、家督を継がせた（『満済准后日記』）。小泉義博は、実際には、義教は持有の器用を警戒して家督から外したのではないかと推測している。
永享9年（1437年）1月、兄・義郷の遺児千代徳丸の代理として、大和国で反幕府活動をしていた越智維通（越智家栄の父）・箸尾次郎左衛門尉（＝箸尾為憲？）の討伐軍大将となり、越前兵を率いて出陣、翌年5月に激戦を演じている（大和永享の乱）。
永享12年（1440年）5月、死去した。享年28。法名は勝保寺殿道昌久峯。